# Corrida ao Pingo Doce de 2012
A 1 de maio de 2012, como resultado de uma campanha de vendas que garantia desconto de 50% para clientes que adquirissem mais de 100 euros em compras, verificou-se uma corrida à cadeia de hipermercados Pingo Doce, nas mais de 369 lojas espalhadas por todo Portugal.
A promoção resultou num afluxo anormal de viaturas e consumidores para junto das lojas, tendo a Polícia de Segurança Pública registado cerca de cinquenta ocorrências, entre as quais desacatos e agressões, tendo mais de metade ocorrido na região de Lisboa. Um desentendimento entre dois clientes num estabelecimento comercial na Senhora da Hora provocou dois feridos, que foram transportados para o Hospital Pedro Hispano, no Porto. Foram ainda registadas agressões entre clientes, em Lisboa, em duas superfícies da Amadora, e uma em Loures, onde um homem foi conduzido à esquadra para identificar e registar a ocorrência.
O grupo Jerónimo Martins, detentor do Pingo Doce, negou acusações de dumping após a atração mediática que os incidentes tiveram na imprensa e opinião pública portuguesa. A Autoridade de Segurança Alimentar e Económica encontra-se a investigar eventuais infrações levadas a cabo com a campanha. A questão foi ainda debatida na Assembleia da República, onde a esquerda parlamentar acusou o grupo Jerónimo Martins de práticas ilegais: Catarina Martins, do Bloco de Esquerda, acusou a Jerónimo Martins de "esmagar" a concorrência "aproveitando a situação de aflição dos portugueses". Agostinho Lopes, do Partido Comunista Português, fala de "mais um ato de prepotência de um grande grupo de distribuição", constatando que "aparentemente são eles que mandam no Governo".
Várias pessoas que testemunharam os acontecimentos publicaram vídeos em sites de partilha, como o YouTube, que mostram multidões e prateleiras vazias. Um dos vídeos é uma paródia à grande afluência de pessoas à campanha do dia 1 de maio de 2012 do Pingo Doce.
A 2 de agosto, a Autoridade da Concorrência aplicou ao Grupo Jerónimo Martins uma multa de 29.927,88 euros, a que se somam 250 euros de custas, pela prática de 15 contraordenações relativas à campanha.